# Ješovec pri Šmarju
Ješovec pri Šmarju este o localitate din comuna Šmarje pri Jelšah, Slovenia, cu o populație de 54 de locuitori.